# Barrio Sur (Tucumán)
Barrio Sur es un barrio de San Miguel de Tucumán, Tucumán, Argentina. Se encuentra delimitado por las calles Crisóstomo Álvarez, General Paz y las avenidas 24 de septiembre, Alem, Sáenz Peña y Julio Roca. En 2024 se propuso renombrarlo como Manuel Belgrano.

## Historia
El barrio fue originalmente creado en 1685, junto a la fundación de la ciudad. Posteriormente se expandió hacia el sur durante la intendencia de José Padilla en 1887. En este lugar se disputó la Batalla de Tucumán en el llamado Campo de las Carreras (denominado así por ser sede de carreras cuadreras), donde el Ejército del Norte al mando de Manuel Belgrano venció al Ejército Realista en 1812. En 1814 se construyó en esa zona el Fortín de la Ciudadela por órdenes de José de San Martín. En la actualidad, en su sitio se encuentra la Plaza Belgrano. En la actualidad, el barrio posee una gran actividad nocturna con la presencia de bares, restaurantes y actividad de jóvenes universitarios. Asimismo, se transformó en un sitio de nuevas construcciones y desarrollos inmobiliarios en altura.

## Sitios de Interés
- Casa Belgraniana[6]
- Palacio de Tribunales de Tucumán
- Edificio de la Municipalidad de San Miguel de Tucumán

## Plazas
- Plaza Belgrano[7]
- Plaza Hipólito Yrigoyen
- Plaza San Martín
- Plaza Los Decididos de Tucumán
- Plaza Sarmiento
- Plaza Libertad

## Educación
- Colegio Guillermina Lestón de Guzmán
- Escuela Nicolás Avellaneda
- Escuela de la Patria Manuel Belgrano
- Colegio Fasta Reina de la Paz
- Escuela Superior Alberdi
- Escuela de Comercio N° 2
- Colegio Nuestra Señora del Valle
- Escuela Integral Hebrero Argentina Independencia
- Colegio María del Rosario
- Colegio Jesús Sembrador
- Instituto John Kennedy
- Colegio León XIII
- Escuela Secundaria Congreso de Tucumán
- Escuela de Comercio N° 3
- Instituto Decroly
- Instituto Simón Bolívar
- Instituto de Enseñanza Especial e Integración
- Instituto Mariano Moreno
- Instituto Cervantes
- Colegio Hermanas Esclavas
- Instituto Técnico UNT
- Instituto Carlos Pellegrini
- Facultad de Química, Bioquímica y Farmacia UNT
- Facultad de Artes UNT
- Facultad de Medicina UNT

## Salud
- Hospital Padilla
- Hospital de Niños
- Asistencia Pública Municipal
- Sanatorio del Sur
- CAPS Benjamín Matienzo
- Sanatorio Roca

## Seguridad
- Comisaría Seccional 2°

## Transporte

### Líneas de colectivos
- Línea 1
- Línea 3
- Línea 4
- Línea 5
- Línea 6
- Línea 7
- Línea 8
- Línea 9
- Línea 10
- Línea 11
- Línea 12
- Línea 17
- Línea 18
- Línea 19
- Línea 100
- Línea 101
- Línea 103
- Línea 105
- Línea 106
- Línea 107
- Línea 109
- Línea 110
- Línea 118
- Línea 121
- Línea 122
- Línea 123
- Línea 124
- Línea 125
- Línea 129
- Línea 130
- Línea 131
- Línea 132
- Línea 140
- Línea 141
- Línea 142
- Línea El Provincial

## Deportes
- Club Belgrano Cultural y Deportivo
- Club Atlético Independiente de Tucumán
- Club Caja Popular de Ahorros
- Club All Boys Basquetbol
- Club Atlético Central Córdoba de Tucumán
- Complejo Deportivo Gral. Belgrano

## Parroquias de la Iglesia Católica en Barrio Sur
| Arquidiócesis | Arquidiócesis de Tucumán |
| ------------- | ------------------------ |
| Parroquia     | Sagrado Corazón de Jesús |
| Parroquia     | María Auxiliadora        |
| Parroquia     | San Gerardo              |

## Sismicidad
La sismicidad del área de Tucumán es frecuente y de intensidad baja, y un silencio sísmico de terremotos medios a graves cada 30 años.
- Sismo de 1861: aunque dicha actividad geológica catastrófica, ocurre desde épocas prehistóricas, el terremoto del 20 de marzo de 1861 (164 años) con 12.000 muertes,[10] señaló un hito importante dentro de la historia de eventos sísmicos argentinos ya que fue el más fuerte registrado y documentado en el país. A partir del mismo la política de los sucesivos gobiernos del norte y de Cuyo han ido extremando cuidados y restringiendo los códigos de construcción.[9] Y con el terremoto de San Juan de 1944 del 15 de enero de 1944 (81 años) los gobiernos tomaron estado de la enorme gravedad crónica de sismos de la región.
- Sismo de 1931: de 6,3 de intensidad, el cual destruyó parte de sus edificaciones y abrió numerosas grietas en la zona[10][9]